# جونتشيجين بومتسيند
جونتشيجين بومتسيند (بالمنغولية: Гончигийн Бумцэнд)، من مواليد 11 سبتمبر 1881، وتوفي بتاريخ 23 سبتمبر 1953، هو سياسي وعسكري منغولي، تولى رئيس هيئة الرئاسة في منغوليا من عام 1940 إلى 1953.